# Edward James Olmos
Edward James Olmos (Los Angeles, 24 de fevereiro de 1947) é um ator dos Estados Unidos.
De ascendência mexicana, interpretou o "Comandante William Adama" na série Battlestar Galactica refilmada a partir de 2003.
Nos anos 80 interpretou o "Tenente Martin Castilho" no seriado Miami Vice pelo qual recebeu o Emmy Awards de ator coadjuvante.

## Prêmios e indicações
Prêmio Globo de Ouro 1989
- Indicado
  - Melhor ator - drama, por Stand and Deliver[2]

Oscar 1989
- Indicado
  - Melhor ator, por Stand and Deliver[3]

## Filmografia
- 1975 Aloha, Bobbie and Rose
- 1977 Alambrista!
- 1978 Evening in Byzantium (minissérie)
- 1980 Virus
- 1981 Zoot Suit
- 1981 Wolfen
- 1982 Blade Runner
- 1982 Sequin
- 1982 The Ballad of Gregorio Cortez
- 1983 Faerie Tale Theatre: The Nightengale
- 1985 Saving Grace
- 1987 Stand and Deliver
- 1988 The Fortunate Pilgrim (minissérie)
- 1989 Triumph of the Spirit
- 1991 Talent for the Game
- 1992 American Me
- 1993 Roosters
- 1994 A Million to Juan
- 1994 Menendez: A Killing in Beverly Hills
- 1996 Caught
- 1997 The Disappearance of Garcia Lorca
- 1997 Selena
- 1997 Hollywood Confidential
- 1997 Twelve Angry Men
- 1998 The Taking of Pelam 123
- 1998 The Wonderful Ice Cream Suit
- 1998 The Wall (telefilme)
- 1998 Bonanno: A Godfather's Story
- 1999 Gossip
- 1999 Dream Center
- 2000 The Princess and the Barrio Boy
- 2000 The Road to El Dorado
- 2001 The Judge (minissérie)
- 2001 In the Time of the Butterflies
- 2002 Jack and Marilyn
- 2003 Battlestar Galactica (minissérie)
- 2011 Dexter (minissérie)
- 2011 The Green Hornet
- 2014 Agents of SHIELD (2ª temporada)